# Kalanchoe beharensis
Kalanchoe beharensis es una especie en el género Kalanchoe, endémica de Madagascar.

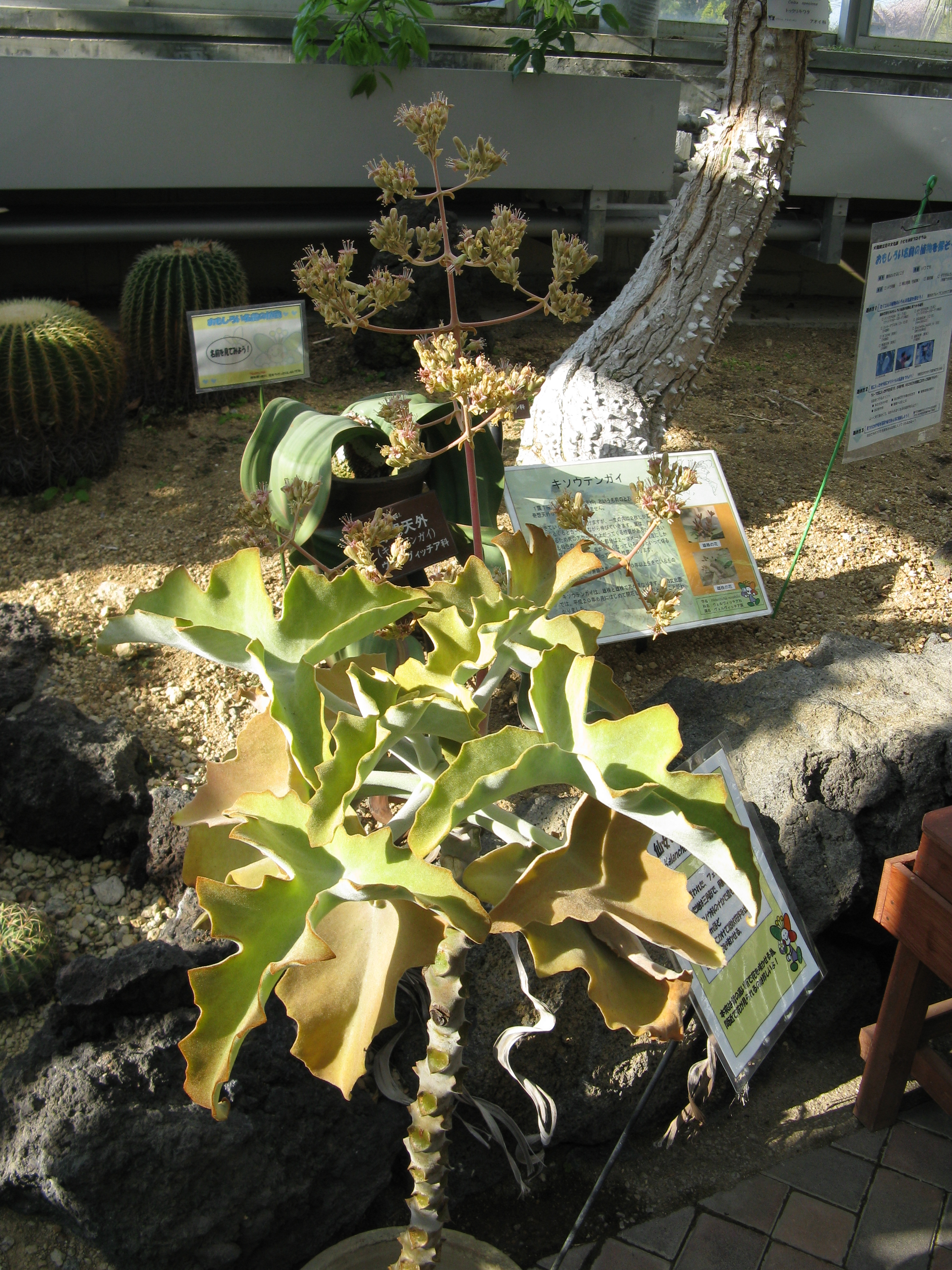
Inflorescencia

## Características
Planta suculenta que puede alcanzar más de 3 m de altura. De porte erecto, con tallo delgado de color gris y aspecto afelpado y nudoso debido a las hojas que va perdiendo al crecer. Hojas carnosas con peciolos que miden 3-4 cm, decusadas, triangular-lanceoladas de entre 10 y 20 cm de largo por 5-10 de ancho con márgenes que poseen un doble festón. Son de color verde oliva con una vellosidad fina de apariencia aterciopelada y color tostado o azulado en ambas caras. Las hojas viejas están plegadas en su mitad apical. Inflorescencia terminal de 50-60 cm de largo que forma un corimbo ligeramente colgante, muy ramificado y velloso. Las flores, de color verde amarillento, poseen pedúnculos cortos, 4 pétalos casi totalmente soldados y corola en forma de jarrón de unos 7 mm. Florece a principios de la primavera.

## Cultivo
Su cultivo como planta de interior decorativa es muy fácil. Se puede cultivar al aire libre en climas donde la temperatura mínima no baje de 7 °C ya que, aunque tolera más frío, puede perder las hojas. La propagación es hace por esqueje, semillas o rompiendo una hoja, que se mantiene a la sombra durante dos o tres días y se planta cubriéndola parcialmente de sustrato.

## Nombres comunes
- Español: Kalanchoe oreja de elefante

## Taxonomía
Kalanchoe beharensis fue descrita por Emmanuel Drake del Castillo  y publicado en Bulletin du Muséum d'Histoire Naturelle 9: 41, en 1903.

#### Etimología
Ver: Kalanchoe
beharensis: epíteto geográfico que alude a su localización en Behara en Madagascar.

#### Sinonimia
- Kalanchoe van-tieghemii Raym.-Hamet[2]